# Przerośl
Przerośl – wieś w Polsce położona na Pojezierzu Zachodniosuwalskim, w województwie podlaskim, w powiecie suwalskim, w gminie Przerośl.
Przerośl leży na Suwalszczyźnie. Jest siedzibą gminy Przerośl. Dawniej miasto; uzyskała lokację miejską w 1576 roku, zdegradowana w 1870 roku. W końcu XVIII wieku jako miasto królewskie starostwa niegrodowego przeroskiego położone było w powiecie grodzieńskim województwa trockiego. W latach 1975–1998 miejscowość administracyjnie należała do województwa suwalskiego.
We wsi znajduje się szkoła podstawowa ; ośrodek zdrowia; apteka i kilka sklepów.

## Historia

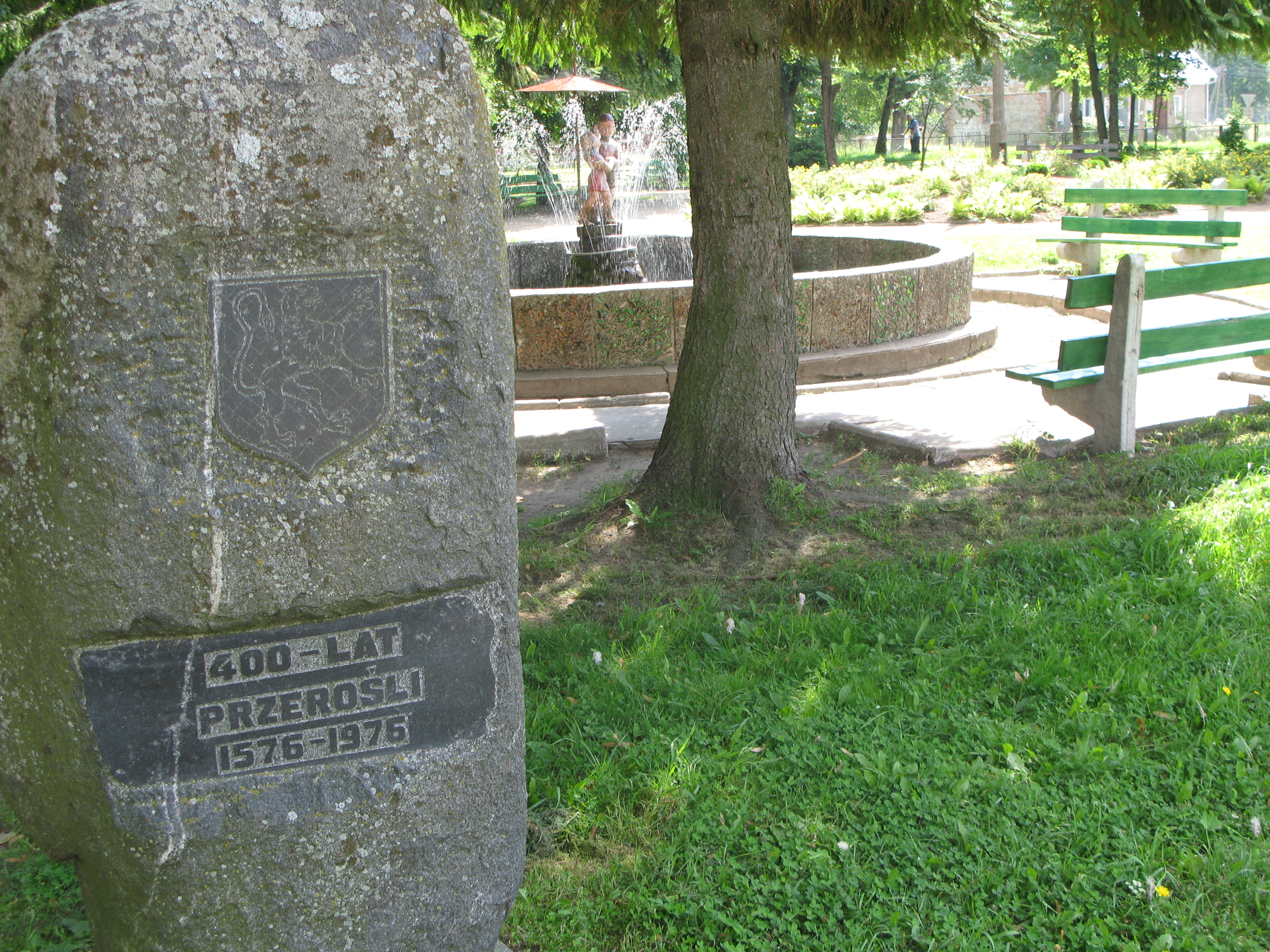
Pomnik upamiętniający 400-lecie Przerośli

Pierwsza osada powstała ok. 1570 roku. W 1571 erygowano parafię katolicką. W 1576 Stefan Batory nadał przywilej lokacyjny na prawie magdeburskim. W pierwszej połowie XVII wieku Przerośl należała do największych miast Suwalszczyzny, rozwijała się dzięki jednej z odnóg drogi handlowej między Koroną a Wielkim Księstwem. W szczególności osadnictwo żydowskie opierało się na handlu. Z upływem czasu, ze względu na rujnujące miasto wojny szwedzkie, epidemie (dżuma w latach 1709–1710 uśmierciła niemal wszystkich mieszkańców) oraz przesunięcie się głównych osi handlowych na wschód (Suwałki, później Augustów), miejscowość podupadła. Do 1795 roku Przerośl należała administracyjnie do województwa trockiego jako siedziba starostwa przeroskiego. Drugi okres świetności przypadł na przełom wieków XVIII i XIX, kiedy to napłynęła ludność żydowska (stanowiąca w II połowie XIX wieku ponad 30% populacji). W 1799 roku Przerośl była największym miastem Suwalszczyzny (przed Suwałkami, Raczkami i Filipowem) i liczyła 246 domów z 1310 mieszkańcami. W 1870 roku Przerośl straciła prawa miejskie. Przed I wojną światową mieszkało tu 2400 osób, a przed drugą 4000.
W okresie międzywojennym Przerośl była siedzibą komisariatu Straży Celnej „Przerośl” oraz stacjonowała tu placówka Straży Celnej „Przerośl”.

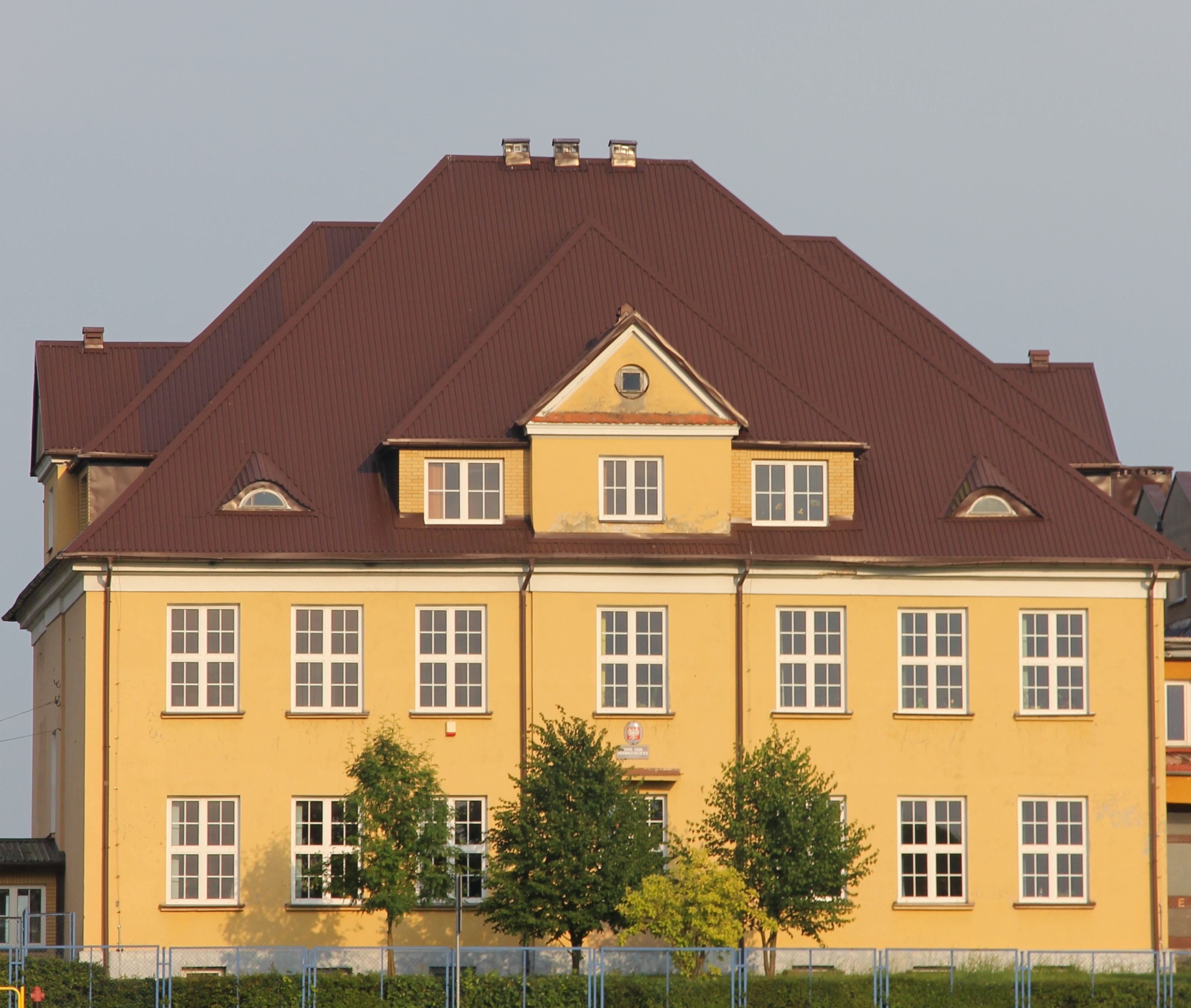
Budynek szkoły podstawowej i gimnazjum, lata 30. XX w.

## Zabytki
Do rejestru zabytków Narodowego Instytutu Dziedzictwa wpisane są następujące obiekty:
- układ urbanistyczny (część), 1562–1870 (nr rej.: 438 z 28.11.1985)
- dzwonnica przy kościele parafialnym, drewn.-szach., początek XIX wieku (nr rej.: 525 z 27.09.1989)
- drewniana, modrzewiowa plebania w stylu dworu polskiego z 1883 r.[14] (nr rej.: 525 z 27.09.1989)
- cmentarz parafialny rzymskokatolicki (nr rej.: 716 z 30.08.1989)
- cmentarz ewangelicki przy ul. Holendry. Nieczynny. (nr rej.: 674 z 30.06.1989)
- cmentarz żydowski[15] (nr rej.: 675 z 26.08.1989)[16][17]
- drewniana XVIII-wieczna figura św. Agaty, znajdująca się w parku miejskim, na osi ulicy Dwornej prowadzącej do XIX-wiecznego szlacheckiego dworu drewnianego (zrujnowanego w latach 70. XX w. – tzw. „Szlachta”), ufundowana przez mieszkańców miasta po serii pożarów w XVIII w.

oraz:
- neoromański kościół katolicki (1948–1953 – inicjator budowy: ks. Stanisław Kamiński; budowniczowie: Antoni Sienkiewicz i Zygmunt Krysa) z zachowanym częściowo XVIII- i XIX-wiecznym wyposażeniem starego drewnianego kościoła, rozebranego w 1956 r.
- cmentarz katolicki. Otwarty.
- pomnik poświęcony 11 zakładnikom rozstrzelanym 21 kwietnia 1944 roku przez suwalską żandarmerię hitlerowską[18].

## Obiekty niezachowane
- Młyn wodny z 1852 z drewnianym kołem młyńskim, istniał do lat 60. XX w.[19]

## Turystyka
Przez Przerośl wiedzie szlak turystyczny w kierunku najwyższych nieczynnych w Europie wiaduktów w Stańczykach oraz do położonego w gminie Przerośl, najgłębszego w Polsce i w całej środkowej części Niżu Europejskiego – jeziora Hańcza. W samej Przerośli – Jezioro Kościelne wraz z pomostem. W pobliżu miejscowości – Jezioro Krzywólskie, zwane również Krzywym oraz Jezioro Boczne.

## Przerośl w kulturze
W 1995 roku, dzięki staraniom ówczesnego Przewodniczącego Rady Gminy Przerośl Fabiana Sienkiewicza, Telewizja Polska zrealizowała film z cyklu „Małe Ojczyzny”, pt. Przerośl (reż. Krzysztof Rączyński; współpraca reżyserska: Anna Guzik i Fabian Sienkiewicz).

## Osoby związane z Przeroślą
- Joseph Aviram (Abramsky) – dyrektor Instytutu Archeologii Uniwersytetu Hebrajskiego[24]
- Bohdan Cywiński – polski profesor, publicysta, historyk idei
- Józef Podziewski – polski gawędziarz i rolnik
- Marianna Sankiewicz-Budzyńska – polska elektronik, wykładowczyni akademicka
- Krystyna Szalewska – polska malarka
- Jan Wiktor Sienkiewicz – prof. zw. dr hab. historii sztuki, krytyk sztuki, kurator, wykładowca akademicki[25]

## Galeria

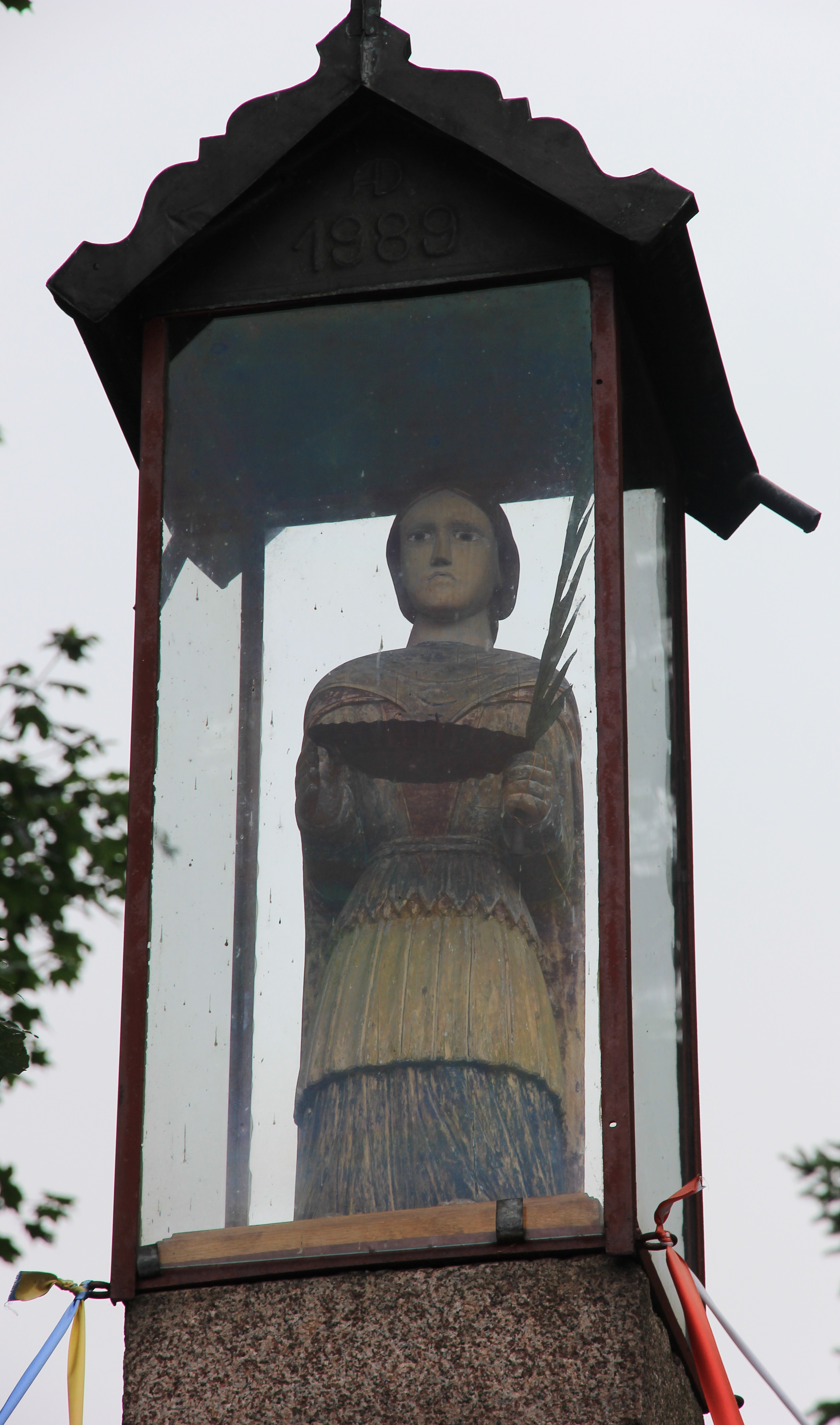
Figura św. Agaty, drewno XVIII w.
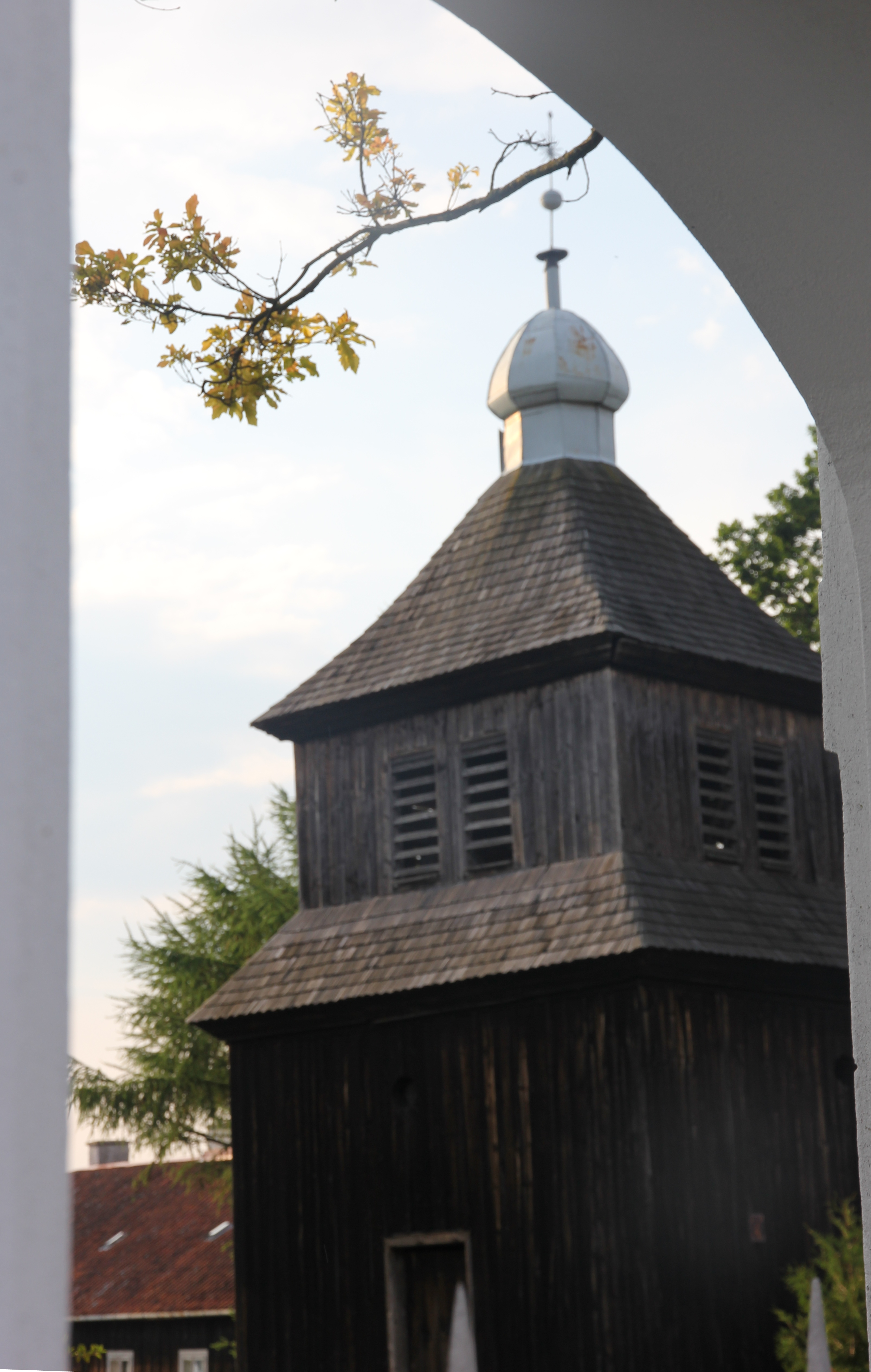
Dzwonnica drewniana 1790 r.
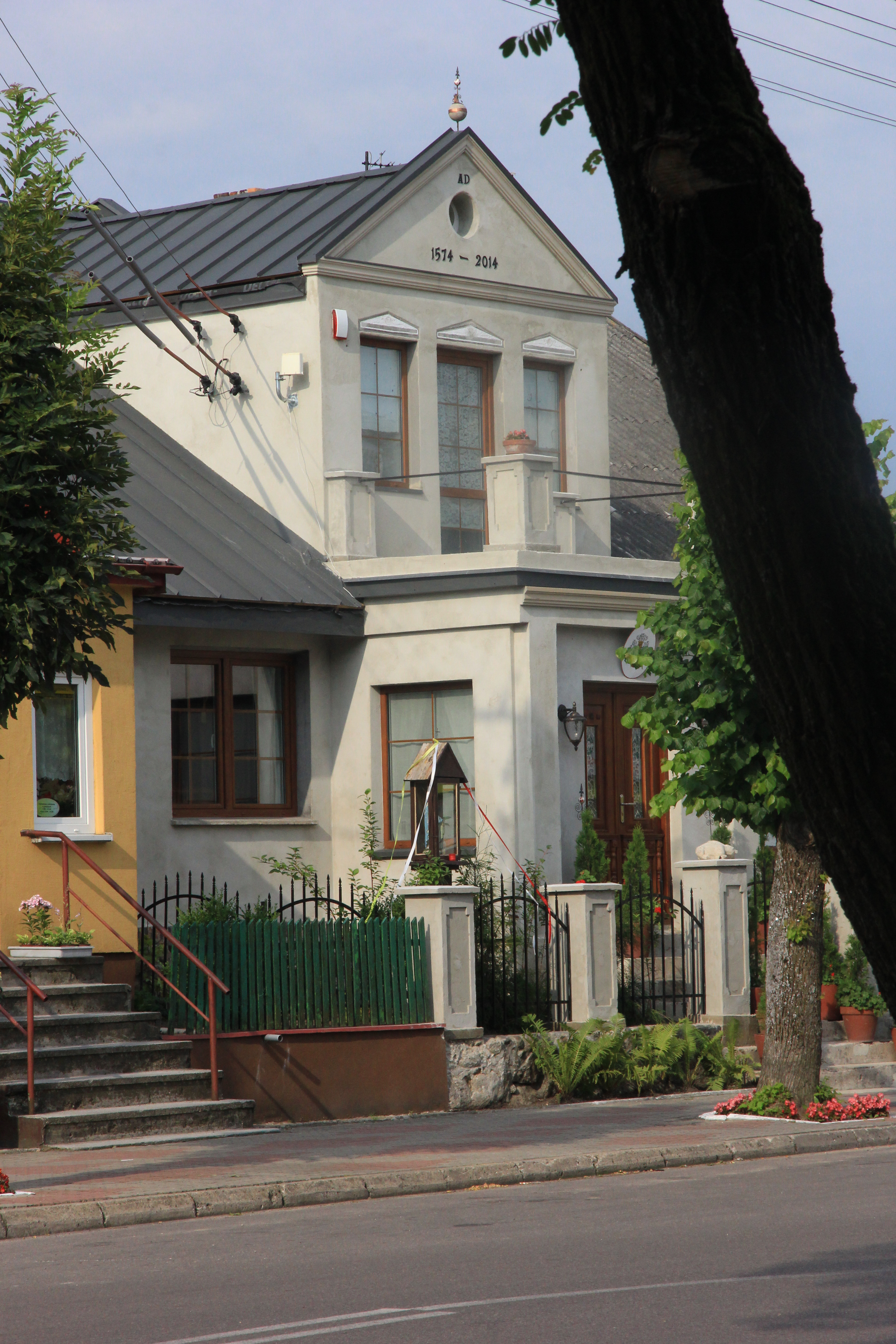
Rynek, pierzeja południowa poł. XVIII w.
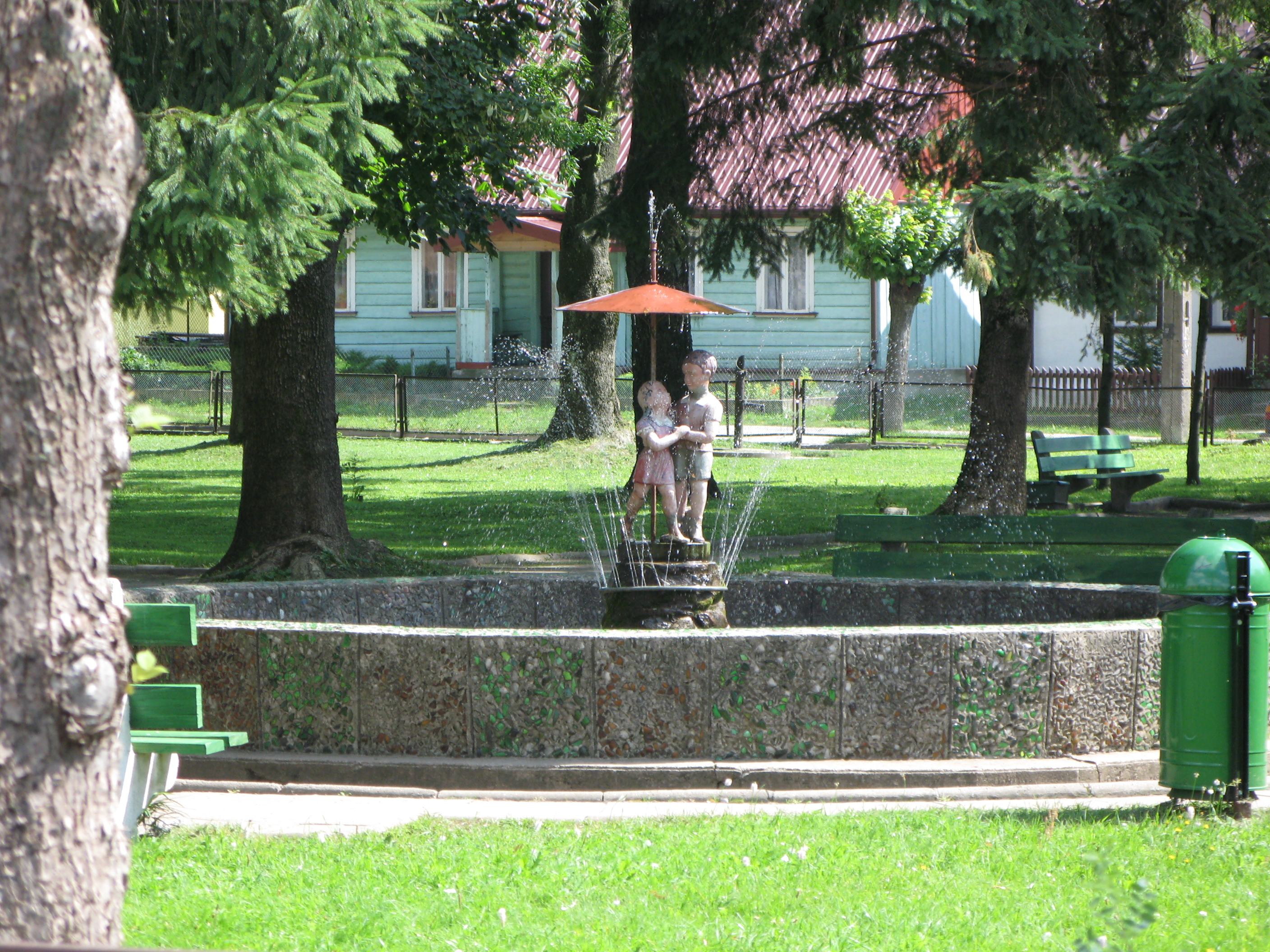
Fontanna Jacek i Agatka w parku miejskim
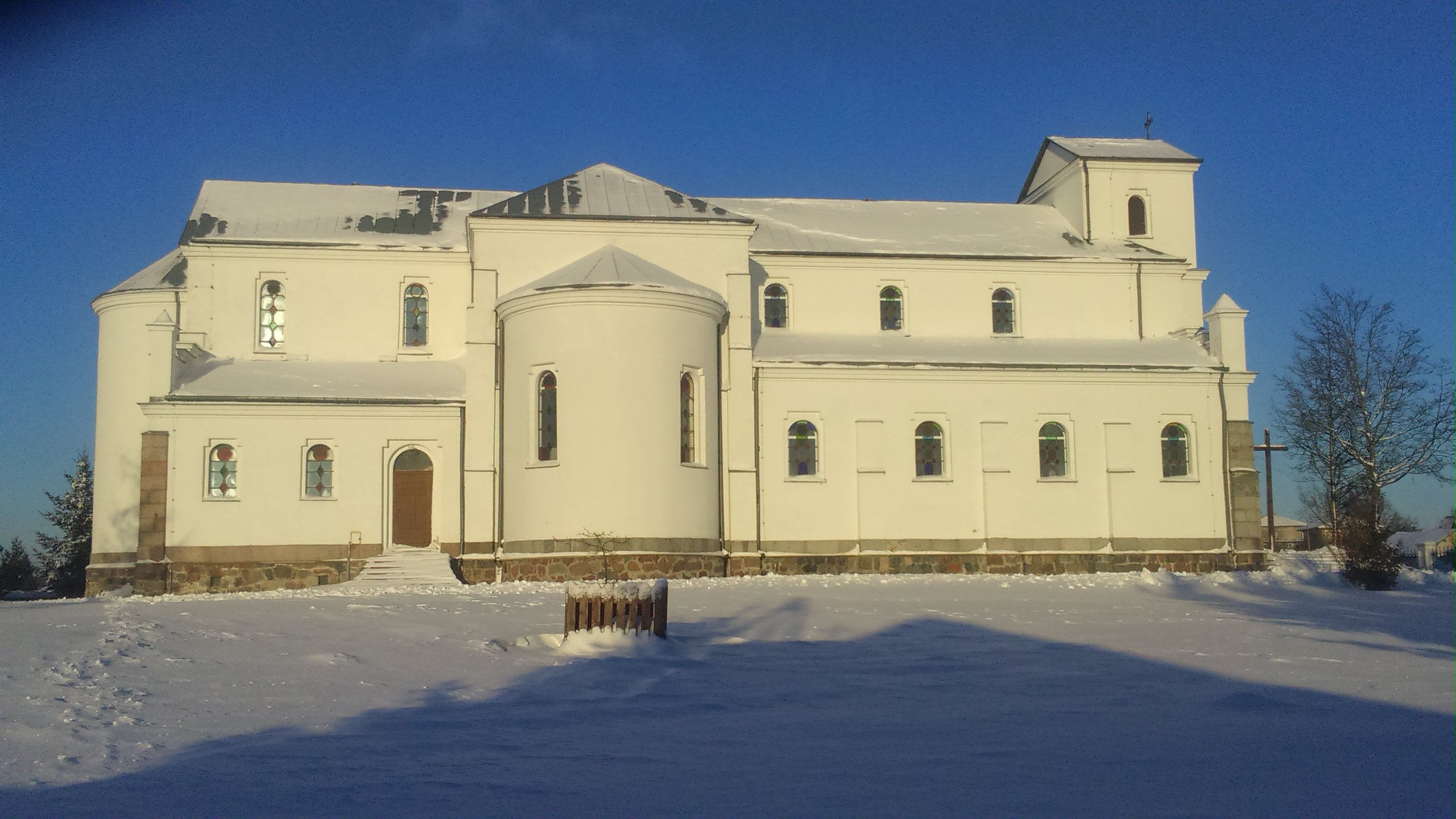
Kościół Narodzenia NMP (bud. Antoni Sienkiewicz, Zygmunt Krysa) lata 50. XX w.
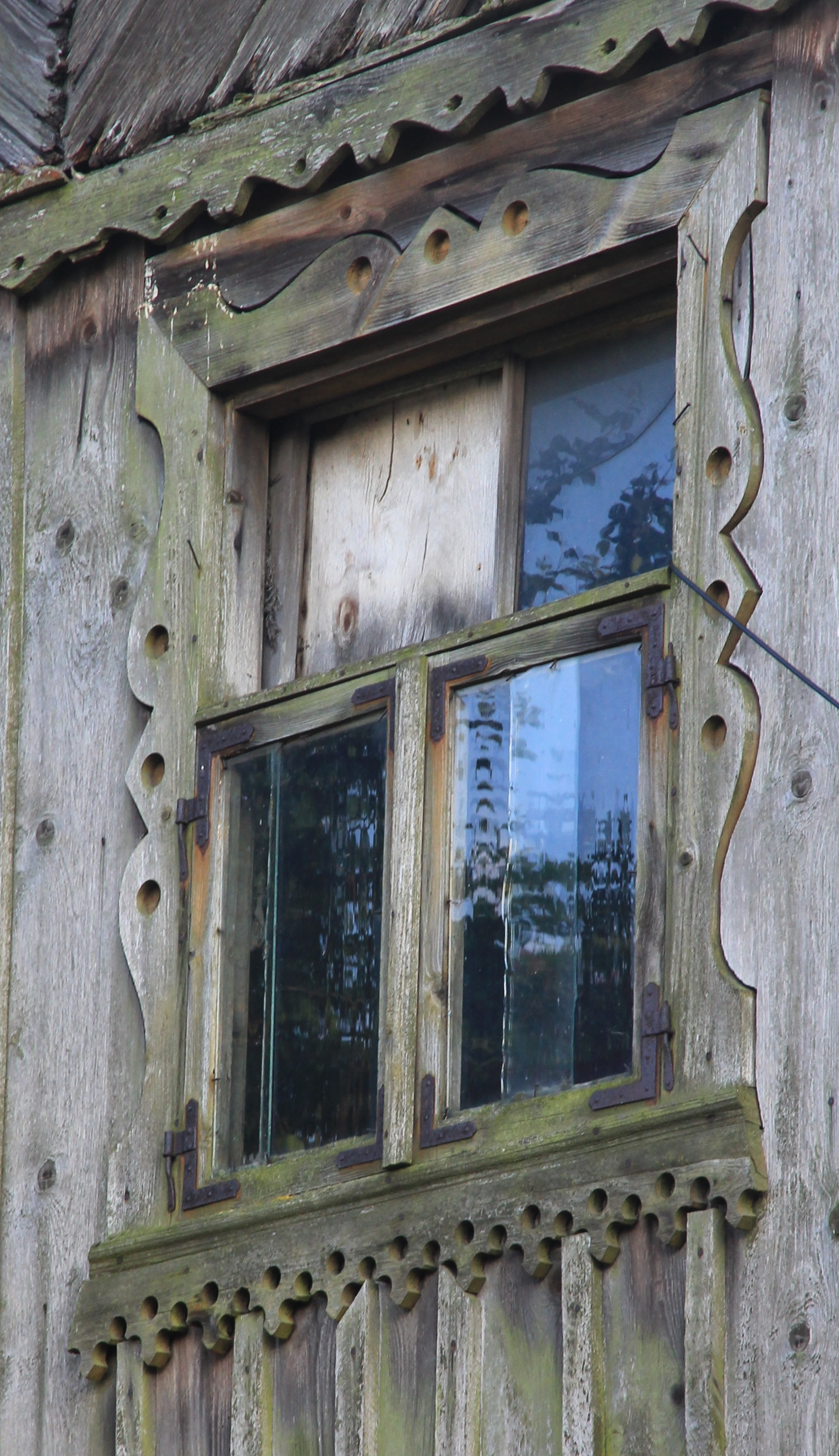
Ul. Żabia, drewniany dom XIX/XX w.